# Урбана (Меріленд)
Урбана (англ. Urbana) — переписна місцевість (CDP) в США, в окрузі Фредерік штату Меріленд. Населення — 13 304 особи (2020).

## Географія
Урбана розташована за координатами 39°19′2″ пн. ш. 77°20′40″ зх. д. / 39.31722° пн. ш. 77.34444° зх. д. (39.317212, -77.344527).  За даними Бюро перепису населення США в 2010 році переписна місцевість мала площу 17,15 км², з яких 16,99 км² — суходіл та 0,16 км² — водойми.

## Демографія
Згідно з переписом 2010 року, у переписній місцевості мешкало 9175 осіб у 2804 домогосподарствах у складі 2416 родин. Густота населення становила 535 осіб/км².  Було 2936 помешкань (171/км²).
Расовий склад населення:
| - 66,7 % — білих - 17,5 % — азіатів - 9,0 % — чорних або афроамериканців - 0,3 % — корінних американців - 2,5 % — осіб інших рас |

До двох чи більше рас належало 4,1 %. Частка іспаномовних становила 10,1 % від усіх жителів.
За віковим діапазоном населення розподілялося таким чином: 35,4 % — особи молодші 18 років, 60,6 % — особи у віці 18—64 років, 4,0 % — особи у віці 65 років та старші. Медіана віку мешканця становила 33,4 року. На 100 осіб жіночої статі у переписній місцевості припадало 97,5 чоловіків;  на 100 жінок у віці від 18 років та старших — 94,7 чоловіків також старших 18 років.
Середній дохід на одне домашнє господарство  становив 146 630 доларів США (медіана — 137 188), а середній дохід на одну сім'ю — 148 455 доларів (медіана — 137 670). За межею бідності перебувало 1,7 % осіб, у тому числі 2,2 % дітей у віці до 18 років та 2,8 % осіб у віці 65 років та старших.
Цивільне працевлаштоване населення становило 5432 особи. Основні галузі зайнятості: науковці, спеціалісти, менеджери — 25,0 %, освіта, охорона здоров'я та соціальна допомога — 24,9 %, публічна адміністрація — 12,2 %, роздрібна торгівля — 7,1 %.